# Espiramicina
La espiramicina es un antibiótico macrólido usado como agente antibacteriano alternativo contra bacterias grampositivas, algunas bacterias gramnegativas y otros organismos como Mycoplasma, Chlamydia, Legionella y Toxoplasma gondii. En 1954 fue descrita inicialmente en Francia como un antibiótico efectivo contra bacterias grampositivas. Es un antibiótico bacteriostático, que actúa mediante la inhibición de la síntesis proteica y por tanto del crecimiento celular en bacterias; solo en altas concentraciones es bactericida. Se administra por vía oral, rectal e intravenosa (en infecciones severas). La absorción por vía oral es moderada; alcanza altas concentraciones en la placenta y no atraviesa la barrera hematoencefálica. La espiramicina es segura durante el embarazo y puede ser administrada sin riesgo en las primeras etapas de este. Los efectos adversos y las interacciones con otros fármacos son infrecuentes y leves. Es usada sobre todo en Europa, Canadá y América Latina, principalmente para la prevención de la toxoplasmosis congénita durante el primer trimestre del embarazo y como antibiótico de segunda línea en infecciones por microorganismos sensibles a los macrólidos. A pesar de no estar aprobado por la FDA en los Estados Unidos, es adquirido frecuentemente con el permiso de esta para el tratamiento de la toxoplasmosis.

## Historia
La espiramicina fue aislada en 1951 y descrita formalmente por Pinnert-Sindico en 1954, como un agente efectivo contra organismos grampositivos. Se describió al organismo productor como Streptomyces ambofaciens, una bacteria aislada de una muestra de suelo en el Norte de Francia. En 1958 se probó su eficacia contra el Toxoplasma gondii, mediante experimentos en ratones infectados experimentalmente. En 1968 se sugirió el uso de la espiramicina para el tratamiento de la toxoplasmosis congénita en mujeres embarazadas.
Para uso en animales se reportó inicialmente en 1959 su utilidad, estableciendo que niveles de 50 ppm, controlaban efectivamente infecciones severas inducidas experimentalmente en pollos, por Mycoplasma gallinarium.

## Descripción

Estructura química de la espiramicina I.

La espiramicina es un antibiótico macrólido cuya estructura molecular está formada por un anillo de lactona de 16 miembros, con un peso molecular de 843,1 Da y un pKa de 7,9. Posee ocho precursores para su biosíntesis: cinco grupos acetatos, un propionato, un butirato y otros precursores no identificados compuestos de 2 carbonos. Posee dos amino azúcares, (micaminosa y forosamina) y un azúcar neutral (micarosa). Tanto el metoxi carbono de la aglicona, como el amino carbono y el metil carbono 3 (C-3) de la micamirosa, son derivados de la metionina. Existen tres componentes de la espiramicina denominados espiramicina I, que posee un grupo hidroxilo en el C-3 de la aglicona, espiramicina II, en la cual los grupos hidroxilo están acetilados, y espiramicina III, en la cual esta misma posición está propionilada.

## Farmacocinética

### Absorción
La absorción de la espiramicina por vía oral es incompleta, con una biodisponibilidad oral de 33 % a 39 % (rango entre 10 a 69 %). La tasa de absorción es menor que la de la eritromicina y se piensa que es debido a su alto pKa (7,9), lo que sugiere un alto grado de ionización en el medio ácido estomacal. Los estudios han demostrado que la administración con los alimentos reduce la biodisponibilidad en aproximadamente el 50 % y demora el tiempo para la obtención de la concentración máxima en plasma.

### Distribución
La espiramicina alcanza altas concentraciones en tejidos como los pulmones, bronquios, amígdalas, senos nasales y el tejido pélvico femenino. Estas concentraciones titulares persisten por un largo tiempo después de que la concentración sérica haya descendido a niveles más bajos. Las concentraciones máximas en la saliva son de 1,3 a 4,8 veces más elevadas que en el suero. La espiramicina atraviesa la placenta y se distribuye en la leche materna. Sin embargo, la concentración en la sangre fetal es sólo del 50 % respecto de la concentración en el suero materno. Se encuentran también altas concentraciones en la bilis, células polimorfonucleares y macrófagos. En la bilis llega a alcanzar de 15 a 40 veces la concentración en suero.
La espiramicina no atraviesa la barrera hematoencefálica, por tal motivo no tiene utilidad en infecciones del sistema nervioso central. El volumen de distribución es grande y variable fluctuando entre 383 hasta 660 litros.

### Excreción
La eliminación biliar-fecal es sustancial, con más del 80 % de una dosis administrada eliminada en la bilis. La excreción renal suma sólo del 4 al 14 % de una dosis administrada.

### Otras características
Unión a proteínas: baja (10 a 25 %).
Biotransformación: los metabolitos de espiramicina no han sido adecuadamente estudiados; sin embargo, se piensa que la espiramicina se metaboliza en el hígado generando compuestos activos.
Vida media:
- vía intravenosa: en personas jóvenes (18 a 32 años de edad), aproximadamente de 4,5 a 6,2 horas. En personas mayores (73 a 85 años de edad), aproximadamente de 9,8 a 13,5 horas.[17]
- vía oral: de 5,5 a 8 horas.[4][20][17]
- vía rectal (en niños): aproximadamente 8 horas.[20]

Tiempo de concentración máxima:
- vía intravenosa: al finalizar la infusión.[17]
- vía oral: de 3 a 4 horas.[17]
- vía rectal: (en niños): de 1,5 a 3 horas.[20]

Concentración máxima en suero
- vía intravenosa: 2,3 μg por ml (μg/ml) después de una dosis de 500 mg.[17]
- vía oral: aproximadamente 1 μg/ml después de una dosis de 1 g, o bien, de 1,6 a 3,1 μg/ml después de una dosis de 2 g.[17]
- vía rectal (en niños): aproximadamente 1,6 μg/ml después de una dosis de 1,3 millones de unidades.[20]

## Farmacodinámica

### Mecanismo de acción
El mecanismo de acción de la espiramicina no se ha establecido por completo. Es conocido que se une de forma reversible a la subunidad 50 S de los ribosomas bacterianos, lo que da lugar al bloqueo de las reacciones de transpeptidación y traslocación ribosomal, inhibiendo la síntesis proteica y el crecimiento celular subsecuente. Inicialmente, actúa como agente bacteriostático, pero puede ser bactericida contra las cepas más sensibles cuando es administrada en altas concentraciones. La espiramicina también se acumula en altas concentraciones en las células bacterianas. A diferencia de la eritromicina, la espiramicina no produce estimulación de la motilidad gastrointestinal.

### Espectro antibiótico
| Grupo                   | Organismo                                                          | Actividad  |
| ----------------------- | ------------------------------------------------------------------ | ---------- |
| Bacterias grampositivas | Streptococcus pyogenes (estreptococo beta hemolítico del grupo A). | Sensible   |
| Bacterias grampositivas | Streptococcus viridans                                             | Sensible   |
| Bacterias grampositivas | Corynebacterium diphtheriae                                        | Sensible   |
| Bacterias grampositivas | Staphylococcus aureus sensible a meticilina.                       | Sensible   |
| Bacterias grampositivas | Streptococcus pneumoniae                                           | Escasa     |
| Bacterias grampositivas | Enterococcus.                                                      | Escasa     |
| Bacterias gramnegativas | Neisseria meningitidis                                             | Sensible   |
| Bacterias gramnegativas | Bordetella pertussis                                               | Sensible   |
| Bacterias gramnegativas | Campylobacter.                                                     | Sensible   |
| Bacterias gramnegativas | Clostridium                                                        | Sensible   |
| Bacterias gramnegativas | Haemophilus influenzae                                             | Moderada   |
| Bacterias gramnegativas | Neisseria gonorrhoeae                                              | Escasa     |
| Bacterias gramnegativas | Enterobacter                                                       | Resistente |
| Bacterias gramnegativas | Pseudomonas                                                        | Resistente |
| Bacterias gramnegativas | Bacteroides fragilis                                               | Resistente |
| Otros organismos        | Mycoplasma pneumoniae.                                             | Sensible   |
| Otros organismos        | Chlamydia trachomatis.                                             | Sensible   |
| Otros organismos        | Toxoplasma gondii.                                                 | Sensible   |
| Otros organismos        | Legionella pneumophila.                                            | Sensible   |
| Otros organismos        | Spirochaetes.                                                      | Sensible   |

### Precauciones

#### Sensibilidad cruzada
Los pacientes con sensibilidad a otros macrólidos (como por ejemplo eritromicina, azitromicina, claritromicina, troleandomicina, diritromicina, josamicina) también pueden tener hipersensibilidad a la espiramicina.

#### Embarazo
La espiramicina se distribuye en la placenta alcanzando concentraciones cinco veces más altas que las obtenidas en el suero. Es usada en mujeres embarazadas para disminuir el riesgo de trasmisión de toxoplasmosis al feto.
Se ha reportado una disminución en la trasmisión del 8 al 25 % en el primer trimestre y del 19 al 54 % en el tercer trimestre. Sin embargo, la espiramicina no afecta a la severidad de la enfermedad en el feto que ya ha sido infectado. Las concentraciones séricas en el feto alcanzan sólo el 50 % de las del suero materno. La espiramicina no ha demostrado ser teratogénica y ha probado ser segura en la mujer embarazada, el feto y el recién nacido.

#### Lactancia
La espiramicina se distribuye en la leche materna. Estudios llevados a cabo en lactantes y niños no han demostrado problemas pediátricos específicos que puedan limitar el uso en niños.

#### Ancianos
No se dispone de información sobre la relación entre la edad y los efectos de la espiramicina en pacientes geriátricos. Sin embargo, un pequeño estudio de farmacocinética ha demostrado que en los pacientes ancianos (de 73 a 85 años de edad) el fármaco tenía una vida media de eliminación dos veces superior que en los pacientes jóvenes.

### Interacciones medicamentosas
A diferencia de la eritromicina, la espiramicina no se une a las isoenzimas hepáticas del citocromo P450 y ha demostrado ser capaz de interaccionar con ciclosporina y teofilina.
La combinación entre carbidopa y levodopa (Sinemet) en uso concomitante con espiramicina ha resultado en la prolongación de la vida media de eliminación de la levodopa, lo cual se piensa que se debe a la inhibición de la absorción de carbidopa secundario a la modificación de la motilidad gastrointestinal causada por la espiramicina.
Los valores analíticos de laboratorio de la alanina aminotransferasa (ALT) y de la fosfatasa alcalina (ALP) sérica pueden verse incrementados.

## Uso clínico

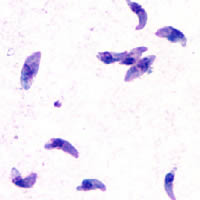
La espiramicina se usa para la prevención de la Toxoplasmosis congénita durante el embarazo, ocasionada por el Toxoplasma gondii.

La espiramicina se usa en la toxoplasmosis congénita como un agente alternativo en el tratamiento de la toxoplasmosis durante el embarazo. La administración combinada de pirimetamina y sulfadiazina es considerada más efectiva que la espiramicina. Sin embargo, a causa de que la espiramicina ha demostrado ser segura para las mujeres embarazadas, el feto y el recién nacido y no ser teratógena, es utilizada a menudo para el tratamiento de la toxoplasmosis durante el embarazo y la toxoplasmosis congénita. La espiramicina reduce la trasmisión de la toxoplasmosis de la mujer embarazada al feto, pero no modifica la severidad de la enfermedad en un feto ya infectado.
A pesar de que la espiramicina es efectiva en el tratamiento de algunas infecciones bacterianas, es considerada como agente de segunda línea, siendo utilizados generalmente otros medicamentos previamente en lugar de la espiramicina.

### Contraindicaciones y precauciones
El balance de riesgos/beneficios podría ser considerado con respecto a los siguientes problemas médicos:
- Pacientes con obstrucción biliar o disfunción hepática. Estas condiciones pueden disminuir la eliminación de la espiramicina, lo cual puede aumentar su concentración y el riesgo de efectos adversos.[30]
- Pacientes con hipersensibilidad a la espiramicina u otros macrólidos.[1]
- Pacientes con disfunción hepática que requieran monitorización de la función hepática y que estén recibiendo altas dosis de espiramicina. También se ha reportado que la espiramicina puede causar colestasis hepática.[30]

### Efectos adversos
Los efectos adversos severos debidos a la espiramicina son raros. Efectos como trombocitopenia, prolongación del QT en un infarto, hepatitis colestásica, colitis aguda y esofagitis ulcerativa han sido reportados cada uno en una ocasión en la literatura. Existen dos casos reportados de daño a la mucosa intestinal. Otros efectos, como reacciones de hipersensibilidad y desórdenes gastrointestinales, se observan con mayor frecuencia. La trombocitopenia reportada en un paciente infectado con VIH, se piensa que fue inducida por complejos inmunes de espiramicina e IgG absorbidas sobre la superficie de las plaquetas. Los dos casos de lesión de la mucosa intestinal ocurrieron con dosis altas de espiramicina y el examen endoscópico reveló erosiones de la pared del intestino delgado con pérdida de pequeños pliegues, daño marcado tanto en el intestino delgado como en el intestino grueso, con células epiteliales aplanadas, apoptosis multifocal y cambios epiteliales regenerativos. Los otros efectos adversos mencionados son las reacciones de hipersensibilidad, específicamente erupción, prurito y trombocitopenia.

## Dosis y presentaciones
La dosis de espiramicina puede ser expresada tanto en miligramos (mg) como en unidades internacionales (UI). Un miligramo de espiramicina es equivalente a aproximadamente 3000 UI.

### Dosis oral
La dosis antibacteriana usual en adultos y adolescentes es de 1 a 2 g (de 3 000 000 a 6 000 000 UI) dos veces al día; o de 500 mg a 1 g (1 500 000 a 3 000 000 UI) tres veces al día. Para infecciones severas la dosis puede ser incrementada hasta 2 a 2,5 g (6.000.000 a 7.500.000 UI) dos veces al día.
En mujeres embarazadas durante el primer trimestre la dosis oral es de 3 g (9 000 000 UI) al día, divididos en tres o cuatro dosis. Durante el segundo y tercer trimestre la dosis oral es de 25 a 50 mg de pirimetamina al día en combinación con 2 a 3 g de sulfadiazina al día, y 5 mg de ácido folínico por día durante tres semanas, alternando con 3 g (9 000 000 UI) de espiramicina, dividido en tres o cuatro dosis durante tres semanas.
La dosis antibacteriana pediátrica en niños de 20 kg de peso o más es de 25 mg (75 000 UI) por kg de peso dos veces al día, o 16,7 mg (50 000 UI) por kg de peso tres veces al día.
En caso de infección, las dosis son las siguientes:
- Infección congénita subclínica: la dosis oral es de 0,5 a 1 mg por kg de peso al día de pirimetamina en combinación con 50 a 100 mg por kg de peso al día de sulfadiazina durante 4 semanas, alternando con 50 a 100 mg (150 000 a 300 000 UI) por kg de peso de espiramicina durante seis semanas. Estos ciclos de dosis deben repetirse a lo largo de un año.[7]
- Infección congénita sintomática: la dosis oral es de 0,5 a 1 mg por kg de peso al día de pirimetamina en combinación con 50 a 100 mg por kg de peso al día de sulfadiazina y 5 mg de ácido folínico cada tres días durante seis meses, alternando con 50 a 100 mg (150 000 a 300 000 UI) por kg de peso de espiramicina en combinación con pirimetamina y sulfadiazina durante cuatro semanas. Estos ciclos deben repetirse hasta los 18 meses de edad.[7]

Cápsulas
- EE. UU.: no disponible comercialmente.
- Canadá: Rovamicina de 250 mg (750 000 UI) y de 500 mg (1 500 000 UI).

Tabletas
- EE. UU.: no disponible comercialmente.
- Canadá: no disponible comercialmente.
- Francia: Rovamicina de 500 mg (1 500 000 UI) y de 1 g (3 000 000 UI).
- Alemania: Rovamicina de 250 mg (750 000 UI) y de 500 mg (1 500 000 UI).
- Italia: Rovamicina de 1 g (3 000 000 UI).
- México: Rovamicina de 500 mg (1 500 000 UI).
- España: Rovamicina de 500 mg (1 500 000 UI).
- Rusia: Rovamicina de 500 mg (1 500 000 UI) y de 1 g (3 000 000 UI).

### Dosis intravenosa
La dosis y concentración del adipato de espiramicina está expresado en términos de la base, no de la sal de adipato.
La dosis normal para adultos y adolescentes en infusión intravenosa es de 500 mg (1 500 000 UI) de base, en infusión lenta cada ocho horas. Para infecciones severas, las dosis pueden ser dobladas a 1 gramo (3 000 000 UI) cada ocho horas.
- EE. UU.: no disponible comercialmente.
- Canadá: no disponible comercialmente.
- Francia: Rovamicina de 500 mg (1 500 000 UI) (base).

### Dosis rectal
La dosis y concentración del adipato de espiramicina en supositorios están expresados en términos de la sal adipato no de la base.
La dosis antibacteriana normal en adultos y adolescentes por vía rectal es de dos o tres supositorios de 750 mg (1 950 000 UI) cada 24 horas.
La dosis pediátrica normal en neonatos es de un supositorio de 250 mg (650 000 UI) por cada 5 kg de peso corporal cada 24 horas.
En niños de hasta 12 años de edad la dosis rectal es de dos a tres dosis de 500 mg (1 300 000 UI) cada 24 horas.
- EE. UU.: no disponible comercialmente.
- Canadá: no disponible comercialmente.
- Francia: Coquelusedal de 250 mg (650 000 IU), de 500 mg (1 300 000 IU) y de 750 mg (1 950 000 IU).[39]

## Uso veterinario
La espiramicina se usa sola o en combinación con metronidazol para el tratamiento de infecciones ocasionadas por Streptococcus sp, Corynebacterium sp y Mycoplasma sp en bovinos, porcinos, ovinos, caninos, así como para el tratamiento de infecciones producidas por Mycoplasma sp en pollos de engorde y en pollas de reemplazo, administrado por vía intramuscular y subcutánea.
En la UE se usó como factor de crecimiento en animales, los cuales ganaban peso más rápido al modificarse la flora intestinal y al estar protegidos de infecciones, sin embargo por el riesgo de generar resistencia antibiótica se prohibió su uso para este fin en 1997.